# 小約翰·莫斯塔
小約翰·莫斯塔（英語：John Moschitta Jr.，1954年8月6日—）是美國發言人、歌手、演員。
曾一度以每分鐘586個單詞成為金氏記錄的世界上最快談話者直至1990年為止。

## 外部連結
- John Moschitta Jr.在互联网电影资料库（IMDb）上的資料（英文）